# Lymfknuta

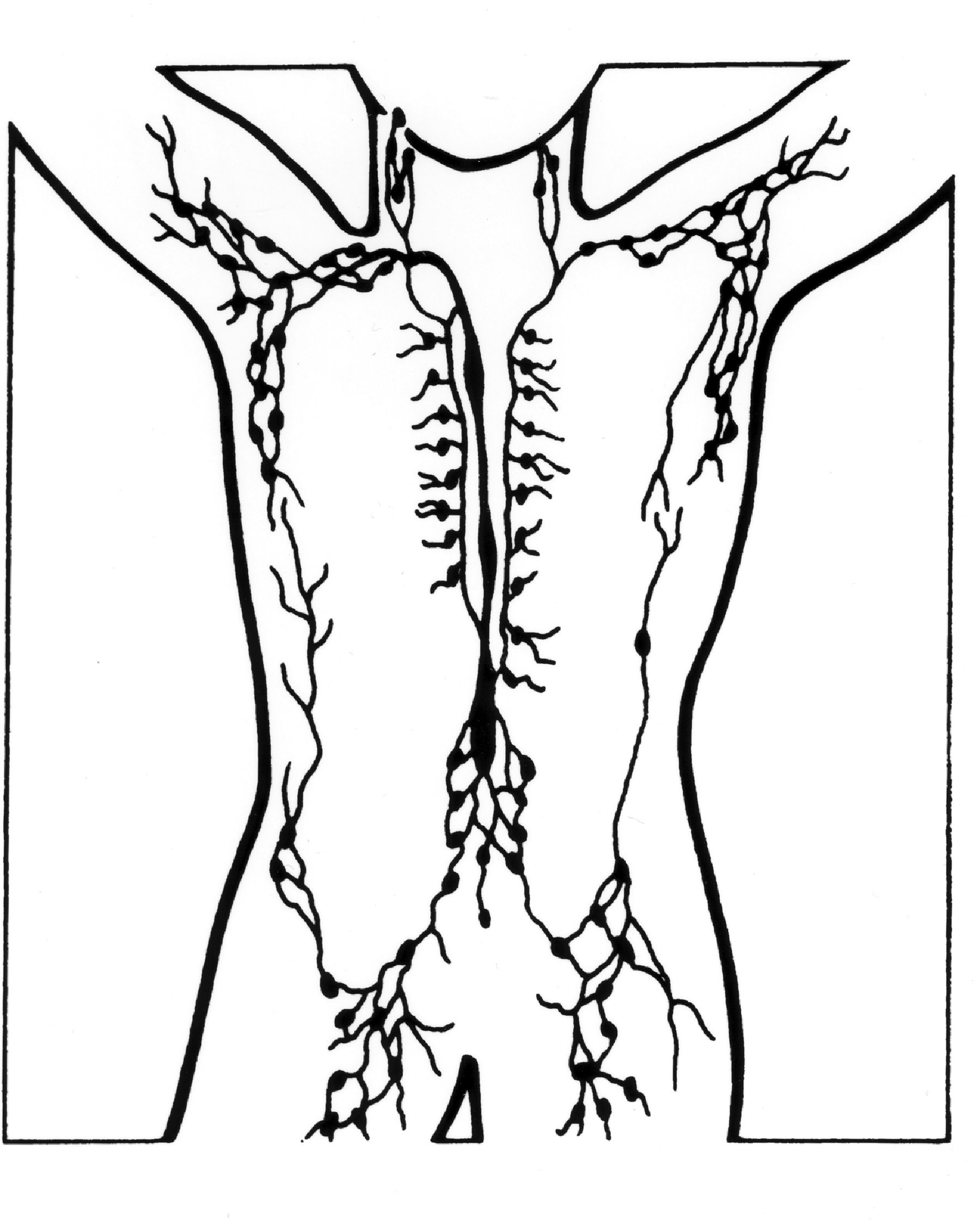
Lymfknutor finns i kluster i armhålor, ljumskar, nacke och buk.

Lymfknutor eller lymfkörtlar finns utspridda längs hela lymfatiska systemet. Ansamlingar av dessa finns under armarna, i ljumskarna, i halsen, i bröstet och i magen. Deras inre består av porös bindväv späckad med lymfocyter som samlar in och förstör bakterier och virus. När kroppen bekämpar en infektion förökar sig dessa lymfocyter snabbt, och lymfknutorna blir svullna (lymfkörtelförstoring). Ungefär 25 miljarder lymfocyter vandrar genom varje lymfknuta per dag.